# Linières-Bouton

Linières-Bouton este o comună în departamentul Maine-et-Loire, Franța. În 2009 avea o populație de 92 de locuitori.